# BMPR1A
뼈 형태 발생 단백질 수용체 IA형 (Bone morphogenetic protein receptor, type IA, BMPR1A)는 인간에서 BMPR1A 유전자에 의해 암호화되는 단백질이다. BMPR1A은 CD292 (세포표면항원무리 292)로도 지정되었다.

## 기능
뼈 형태 발생 단백질(BMP) 수용체는 유형 I 수용체 BMPR1A및 BMPR1B와 유형 II 수용체 BMPR2를 포함하는 막횡단 세린/트레오닌 인산화효소 계열이다. 이들 수용체는 액티빈 수용체인 ACVR1 및 ACVR2와도 밀접하게 관련되어 있다. 이들 수용체의 리간드는 전환성장인자 베타 슈퍼패밀리의 구성원이다. 전환성장인자 베타 및 액티빈은 2가지 다른 유형의 세린 (트레오닌) 인산화효소 수용체 (약 50~55kD의 I형 수용체 및 약 70-80kD의 II형 수용체)와의 이종이량체 복합체의 형성을 통해 신호를 전달한다. 유형 II 수용체는 유형 I 수용체가 없을 때 리간드와 결합하지만 신호 전달을 위해 각각의 유형 I 수용체가 필요한 반면, 유형 I 수용체는 리간드 결합을 위해 각각의 유형 II 수용체가 필요하다.
BMP는 윈트 신호전달 경로를 억제하여 안정적인 줄기 세포 집단을 유지한다. BMPR1A null 마우스는 중배엽 지정 없이 배아 8.0일에 사망하여 낭배 형성에서 중요한 역할을 한다. BMPR1A가 세포자살 및 지방세포 발달에 역할을 한다는 것이 우성 음성 BMPR1A 병아리 배아를 사용한 실험에서 입증되었다. 구성적으로 활성인 형태의 BMPR1A를 사용하면 BMPR1A가 세포 분화에 역할을 하는 것으로 나타났다. BMPR1A 수용체에 의해 전달된 신호는 조골세포 형성이나 증식에 필수적인 것은 아니다. 그러나 BMPR1A는 조골세포에 의한 세포외기질 침착에 필요하다. 병아리 배아에서 BMPR1A 수용체는 BMPR1B와 다른 위치인 사지 중간엽에서 낮은 수준으로 발견되어 골형성에서 이들이 수행하는 다양한 역할을 뒷받침한다.

## 리간드
- 효능제 : BMP2, BMP4, BMP6, BMP7, GDF6
- 길항제 : 노긴 (noggin), 코르딘 (chordin)

## 질병
BMPR1A, SMAD4 및 PTEN은 청소년 폴립증 증후군, 청소년 장 폴립증 및 카우덴병을 일으킨다.

## 상호작용
BMPR1A는 BMP2, SF3B4, ZMYND11과 상호작용하는 것으로 나타났다.